# Liz Yelling

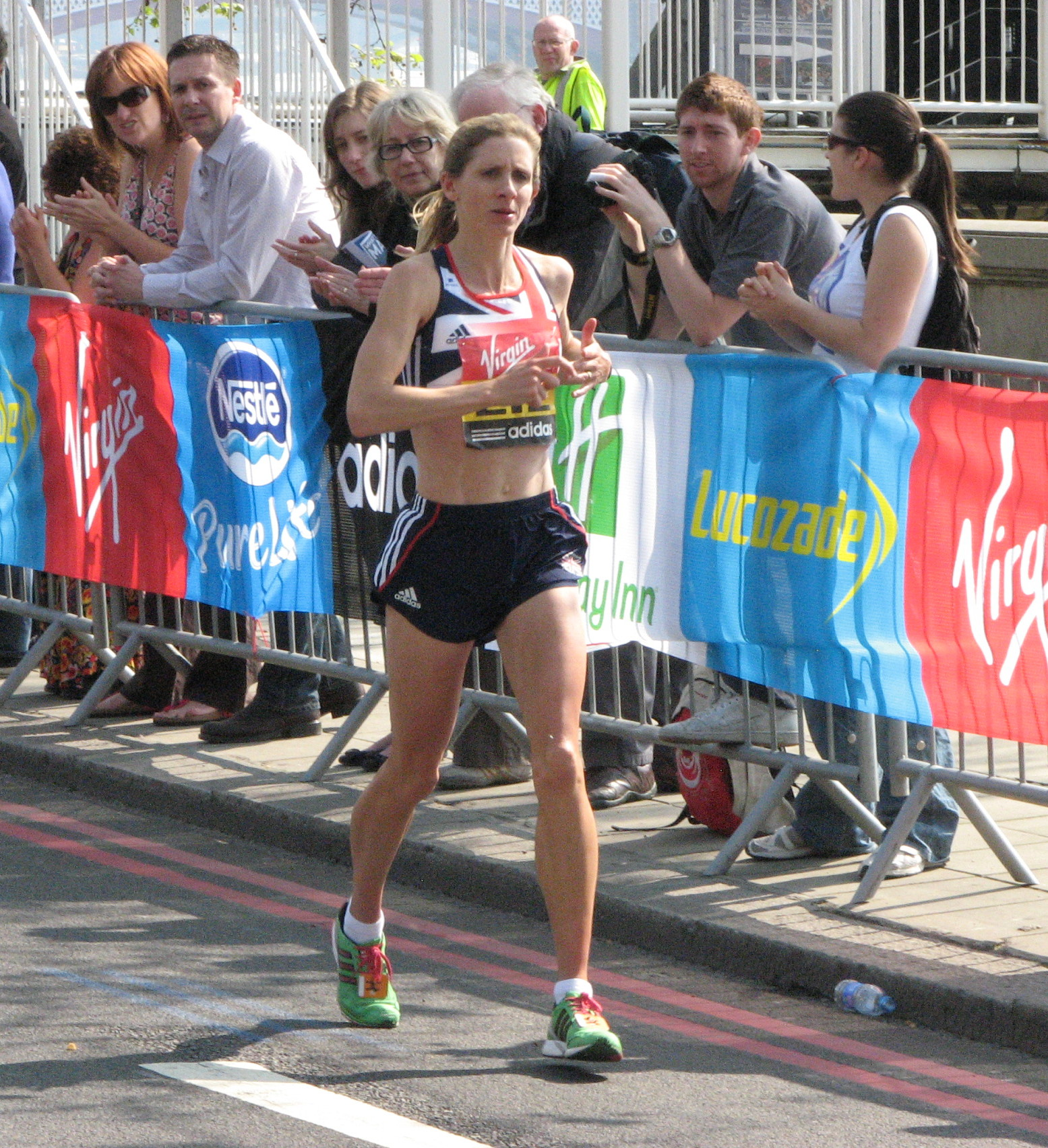
Liz Yelling beim London-Marathon 2011

Liz Yelling (geborene: Elizabeth Talbot; * 5. Dezember 1974 in Welwyn Garden City) ist eine britische Langstreckenläuferin.

## Leben
Sie wurde dreimal englische Meisterin im Crosslauf und bei den Commonwealth Games 2002 Vierte im 10.000-Meter-Lauf in ihrer Bestzeit von 31:58.39.
2003 wurde sie beim Berlin-Marathon Achte bei ihrem Debüt über diese Strecke in 2:30:58. Beim Marathon der Olympischen Spiele 2004 in Athen belegte sie als beste Britin den 25. Platz. Beim Marathon der Commonwealth Games 2006 holte sie Bronze in 2:32:19. 2008 stellte sie als Neunte des London-Marathons mit 2:28:33 ihre Bestzeit auf. Beim Hitzerennen des Chicago-Marathons im Jahr 2007 wurde sie Vierte in 2:37:14.
Liz Yelling ist 1,74 m groß und wiegt 56 kg. Seit ihrer Jugend ist sie mit Paula Radcliffe befreundet. Ebenso wie Radcliffe gehört Yelling dem Leichtathletikverein Bedford & County A.C. an und wird von Alex und Rosemary Stanton trainiert. 1999 heiratete sie den Duathleten Martin Yelling, der in seiner Sportart zweimal britischer Meister wurde. Ihre Schwägerin Hayley Yelling gehört ebenfalls zu den besten britischen Langstreckenläuferinnen.
Seit 2002 ist sie professionelle Sportlerin, zuvor war sie als Lehrerin für Sport und Hauswirtschaft tätig. Sie schreibt eine Kolumne für die englische Zeitschrift Running Fitness und veröffentlichte 2006 das Buch The Real Woman’s Guide to Running. Darüber hinaus ist sie Athletenbotschafterin der Entwicklungshilfeorganisation Right to Play.